# Francesco Fergola
Francesco Fergola (Napoli, 1º maggio 1791 – Larderia, 30 novembre 1845) è stato un geodeta italiano, capitano del R. Corpo del genio degli ingegneri geografi del Regno delle Due Sicilie. Fu addetto al Reale officio topografico ed eseguì la prima misurazione trigonometrica dell'Italia meridionale.

## Biografia

### Ambiente familiare
Francesco Fergola apparteneva ad un'illustre famiglia napoletana che «vantava una tradizione culturale ed artistica ben consolidata». Fratello di suo padre Luigi era il famoso matematico Nicola Fergola, fondatore della Scuola geometrica napoletana. Cugino (e omonimo) di suo padre era Luigi Fergola ufficiale di prima classe dell'Uffizio Topografico del Ministero della Guerra, pittore hackertiano, incisore, disegnatore vedutista, e padre (nel 1796) di Salvatore, che sarebbe diventato un autorevole esponente della Scuola di Posillipo e un grande protagonista della pittura napoletana durante la Restaurazione.
Oltre a Salvatore, cugini di secondo grado di Francesco Fergola erano i fratelli Gabriele e Gennaro Fergola. Il primo, matematico e professore di astronomia nella R. Università degli Studi di Napoli, il secondo generale dell'Esercito delle Due Sicilie al comando della Cittadella di Messina durante l'assedio dell'esercito piemontese nel 1860-61, e padre (nel 1830) di Emanuele Fergola, che diventerà matematico e astronomo, e sarà direttore del R. Osservatorio astronomico di Capodimonte, Rettore della R. Università di Napoli e Senatore del Regno d'Italia.

### Profilo biografico
Spinto «dall'intenso suo amore pel sapere», si avviò all'apprendimento delle discipline matematiche, dapprima irregolarmente e da autodidatta e poi sotto la guida di Vincenzo Flauti e dell'abate Felice Giannatasio, entrambi matematici della Scuola geometrica.

#### L'ammissione al Burò topografico durante il Decennio francese
Nel 1811 a Napoli, durante il Decennio francese, venne ammesso come aspirante ingegnere geografo nel "Burò" Topografico, istituzione cartografica militare, diretta allora da Giovanni Antonio Rizzi Zannoni. Qui fu introdotto alla teoria e ai metodi della topografia, del disegno topografico e della geodesia.
Nel 1814 fu confermato in servizio dal capobattaglione del Corpo del Genio (poi colonnello e, nel 1815, generale ispettore) Ferdinando Visconti, che il 9 maggio 1814 aveva lasciato l'incarico di direttore in secondo del Deposito della Guerra di Milano ed era stato chiamato da Gioacchino Murat, allora regnante a Napoli, per subentrare al defunto Rizzi Zannoni.

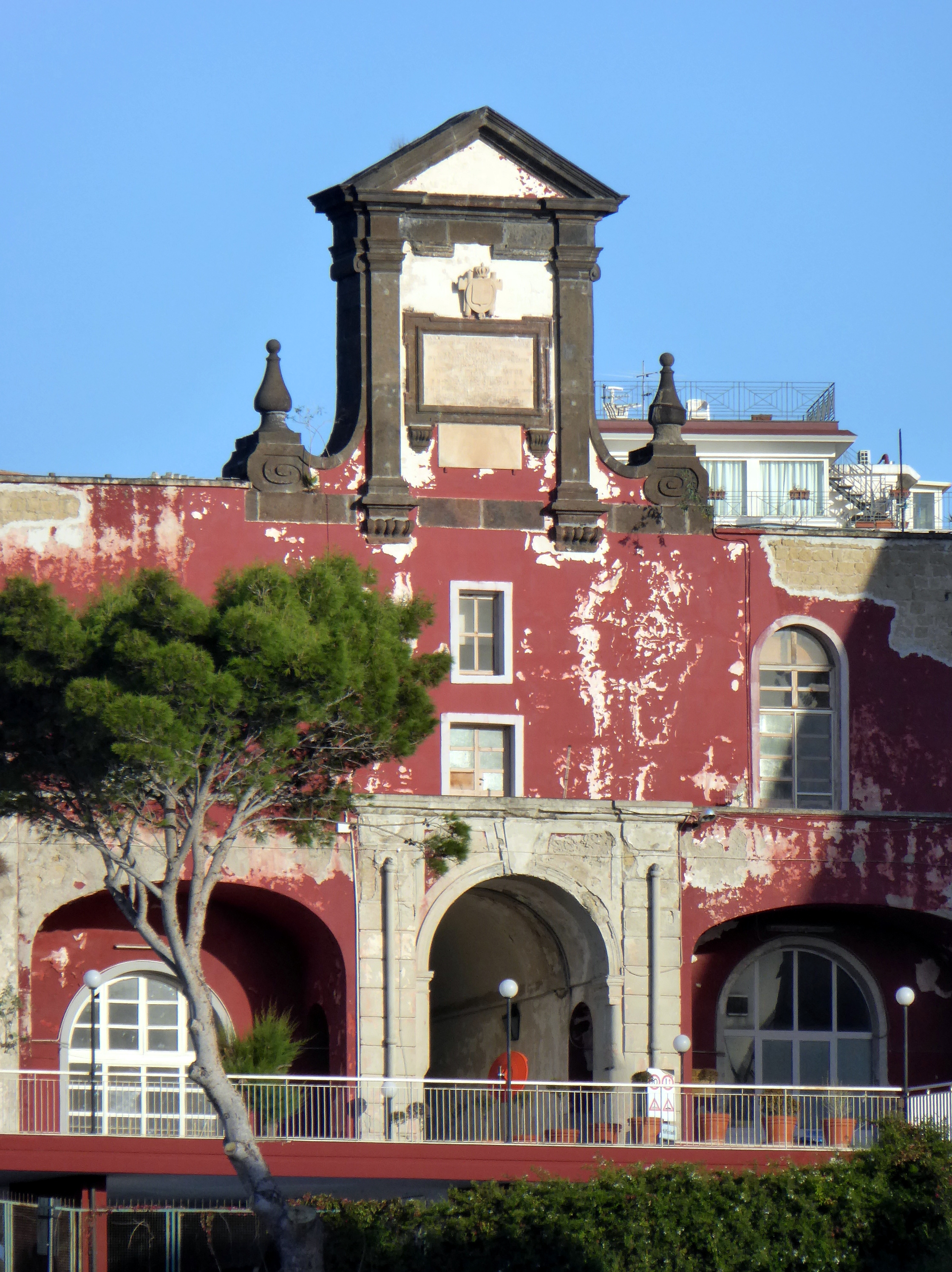
Palazzo Carafa di Santa Severina a Pizzofalcone a Napoli sede, dal 1813, del Deposito Generale della Guerra e Marina.

Intanto, dal 1813, il "Burò" topografico era confluito insieme al Deposito generale della guerra in un'unica istituzione militare, addetta come dipartimento al Ministero della Guerra e Marina, prima col nome di Sezione topografica e, successivamente, di Deposito Generale della Guerra e Marina.
Nel 1816 Fergola acquisì per concorso il grado di sottotenente del Corpo degli ingegneri geografi, e diede avvio ai suoi primi importanti lavori geodetici condotti con i nuovi strumenti e, soprattutto, secondo i nuovi metodi geodetici e di rilievo introdotti a Napoli dal Visconti.
Nel 1820 venne promosso tenente, tre anni dopo che il Deposito Generale era stato nuovamente scisso in due differenti istituti rimasti entrambi alle dipendenze dello Stato Maggiore dell'esercito: il Deposito della Guerra (affidato al colonnello Giuseppe Di Brocchetti) ed il R. Officio topografico (affidato a Visconti).

#### L'allontanamento dall'esercito dopo i moti del 1820-21
Fergola conservò questo grado fino al 1822 quando, a seguito dell'abolizione dello Stato Maggiore, il Deposito della Guerra fu sciolto, l'Officio topografico fu posto alle dirette dipendenze del Ministro di Guerra e Marina, Visconti fu allontanato dall'esercito ed esonerato dalla direzione dell'Officio topografico e Fergola fu messo in disponibilità col grado di sottotenente. Rimasto così fuori dall'esercito e senza occupazione, si dedicò all'insegnamento della matematica «nel quale uffizio fecesi ammirare per lo zelo (...) non meno che per il sapere e la diligenza».

#### Il reintegro nell'Officio topografico, la riprese dei lavori geodetici e la tragica morte
Nel 1826 fu reintegrato nei ruoli attivi dell'esercito, con lo stesso grado ricoperto dieci anni prima e, nel 1828, fu assegnato nuovamente all'Officio topografico.

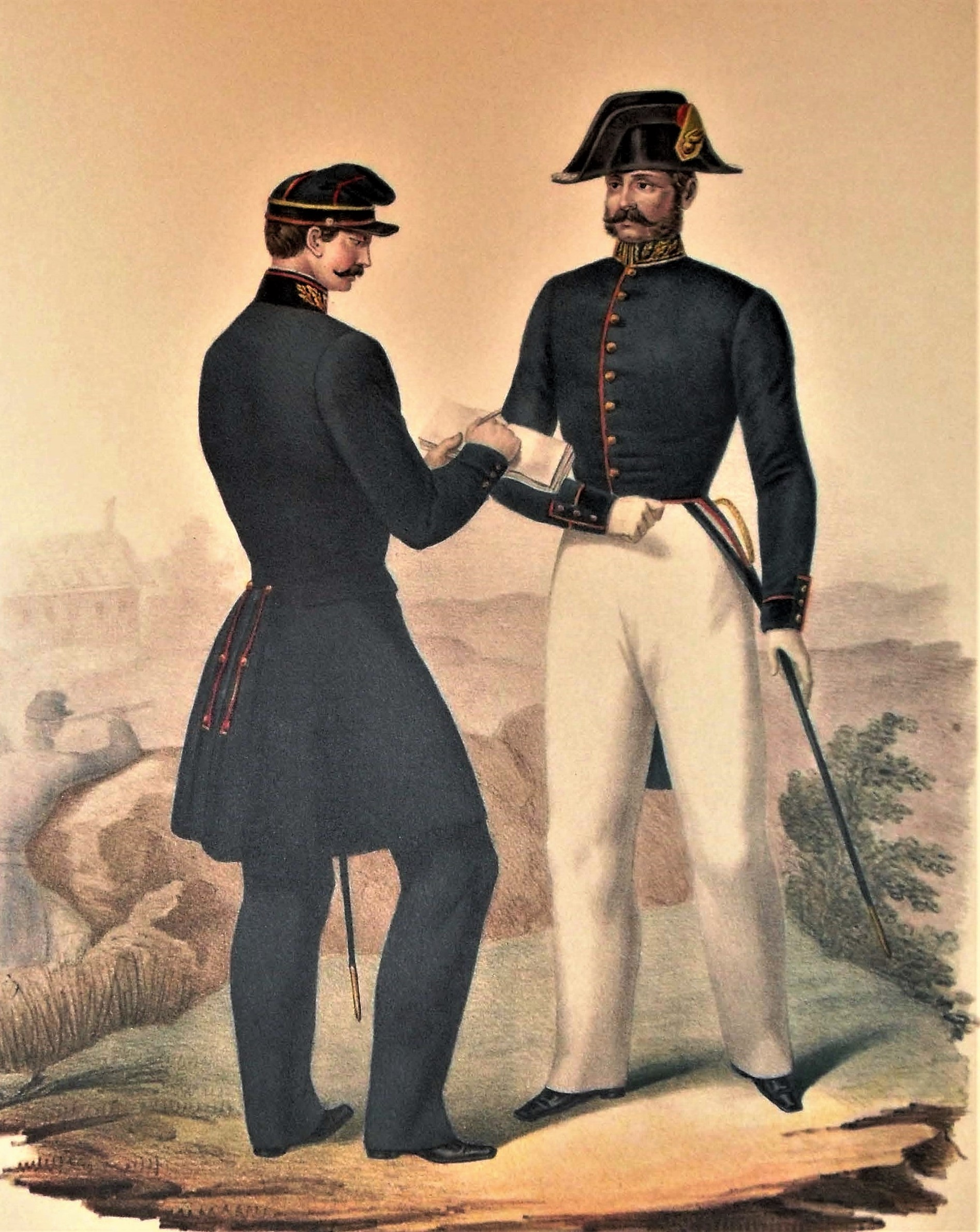
Disegnatore e ingegnere-geografo del R. officio topografico (immagine tratta da: Zezon, 1850).

Nel 1833 venne nominato primo tenente del R. Corpo del Genio addetto al R. Officio topografico che, con la riorganizzazione dell'esercito napoletano, era stato aggregato a quest'Arma, della quale andò a formare una distinta direzione dipendente dalla Direzione Generale de' Corpi Facoltativi del Real Esercito.
Nel 1840, Re Ferdinando II delle Due Sicilie lo promosse per merito a capitano del Real Corpo del Genio degli ingegneri geografi, quantunque «l'ordine della sua antichità nell'esercito non lo chiamava ancora a godere di quel grado».
Grado e ruolo che Fergola mantenne fino alla sua tragica morte durante una missione geodetica in Sicilia.
Fergola fu colpito da un fulmine, mentre faceva stazione presso una cappella sul monte Antennammare (o Dinnammare) nell'allora comune di Lardaria, distretto di Messina, intento a posizionare gli strumenti per una osservazione.
Come ebbe a scrivere Fedele Amante, professore di geodesia al R. Officio, maestro del Fergola e suo grande amico, nel necrologio letto in occasione della commemorazione del gennaio 1846 all'Accademia Pontaniana «il suo nome sarà, nella storia della Scienza, annoverato fra quelli di non pochi altri uomini generosi, i quali, spingendo a dentro lo sguardo ne' segreti della natura, rimasero vittime del loro coraggio».
Fergola fece parte di diverse istituzioni scientifiche, fu socio corrispondente della Reale Accademia delle scienze e belle lettere di Napoli dal 1826 e della Reale Accademia di Scienze, Lettere e Belle Arti di Palermo dal 1832. Dal 1838 fu socio residente dell'Accademia Pontaniana di Napoli.

## Fergola e unagouachedel 1821 con un’insolita veduta di Napoli
La Veduta di Napoli da sopra la Loggia è una gouache del maggio 1821 firmata Francesco Fergola. È una singolare veduta di Napoli ripresa da un inusuale punto di vista. Ma il soggetto destinato dall'artista ad attirare l’attenzione dell’osservatore, non doveva essere Napoli ma, piuttosto, la figura al centro della composizione, in primo piano: un uomo con un abito simile alla divisa degli ingegneri-geografi del R. Officio topografico che punta, attraverso un cannocchiale allungabile, la collina del Vomero. Secondo Roberta Bellucci, autrice del saggio stilistico sulla gouache, non solo il soggetto raffigurato sarebbe il geodeta ma si tratterebbe di un autoritratto in quanto il Francesco Fergola, che si firma come autore, non sarebbe l'omonimo pittore paesaggista, fratello minore del più noto Salvatore Fergola, ma bensì lo stesso geodeta.

## Cronologia dei lavori geodetici

### Periodo 1816-1820
Il primo incarico affidato al Fergola fu nel 1816 una triangolazione dei dintorni di Napoli da Capua fino all'Isola di Capri che egli derivò provvisoriamente da una piccola base geodetica misurata tra Capua e Calvi.

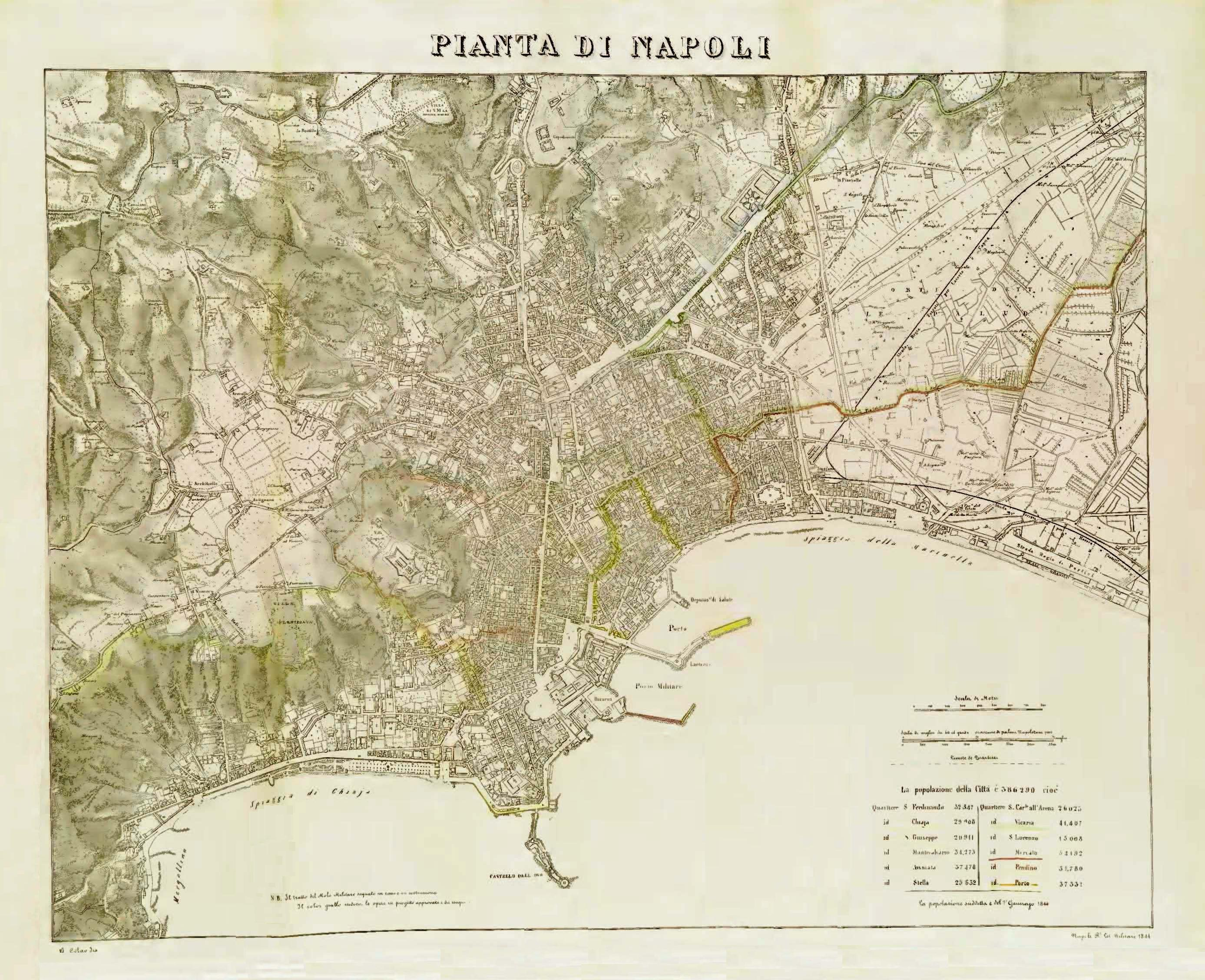
Pianta di Napoli, prodotta dalla R. Litografia militare e delineata da Bruno Colao, disegnatore topografo nel R. Officio topografico di Napoli (immagine tratta da Colao, 1845).

Su questa rete fu poi appoggiato il rilievo topografico ed idrografico e fu disegnata ed incisa in rame, dal Reale Officio, la Carta topografica ed idrografica dei contorni di Napoli, levata per ordine di S. M. Ferdinando I, Re del Regno delle Due Sicilie, dagli Uffiziali dello Stato Maggiore e dagli ingegneri topografi negli anni 1817, 1818 e 1819, pubblicata in 15 fogli alla scala 1:25.000 circa.
Nel 1817, coadiuvato da Domenico Morelli, giovane ingegnere geografo dell'Officio topografico, fece parte della missione geodetica, lungo la costa adriatica degli Abruzzi e delle Puglie, incaricata di completare il prolungamento della rete di triangoli di 1º ordine proveniente dall'Alta Italia.
Mentre il primo tenente Giuseppe Brupacher, ingegnere geografo dell'I.R. Istituto Geografico Militare dello Stato Maggiore Generale del Regno Lombardo-Veneto, diretto dal colonnello Antonio Campana, si occupò delle determinazioni geodetiche dal Tronto al Gargano, Fergola fu incaricato del rilevamento primario, dal Gargano a Capo Santa Maria di Leuca, con la consegna di estendere la triangolazione al di là dell'Adriatico fino all'isola greca di Fanò, la più vicina alle coste pugliesi, per determinare con precisione la larghezza del Canale d'Otranto (detto allora bocca del Mare Adriatico).
Compiuta la determinazione di Fanò, fu anche possibile collegare la rete trigonometrica del Regno con quella distesa dai geografi francesi a Corfù e lungo la costa dell'Albania.
All'interno di questa rete geodetica, completata dal Fergola nel 1819, fu poi effettuata la levata topografica ed il rilevamento idrografico e, su queste basi, fu realizzata la Carta di Cabotaggio della Costa del Regno delle Due Sicilie bagnata dall'Adriatico, dal fiume Tronto al Capo S. Maria di Leuca, incisa in rame e pubblicata nel 1834 in 13 fogli ed il foglio d'indice alla scala 1:100.000 circa.
Il lavoro commissionato al Fergola era parte di un progetto più ambizioso del Visconti, sia astronomico-geodetico che idrografico e cartografico. Esso prevedeva il rilevamento di tutta la costa Adriatica, già portato avanti dal Visconti nella parte orientale dall'Istria, alla Dalmazia, all'Albania fino a Budua e dal Chiodi e dal Soldan a Corfù e in altre isole Ionie senza peraltro che fosse loro riuscito il collegamento trigonometrico alla Terra d'Otranto sulla costa italiana.
Al completamento di queste operazioni geodetiche e topografiche lungo le coste dell'Adriatico e nelle Isole Ionie contribuirono, nel 1818 e nel 1819, oltre al Fergola, ufficiali geografi napoletani ed austriaci e, per i rilievi idrografici, il capitano William Henry Smyth dell'ammiragliato britannico (Istituto Idrografico della Reale Marina), al comando della corvetta Aid.

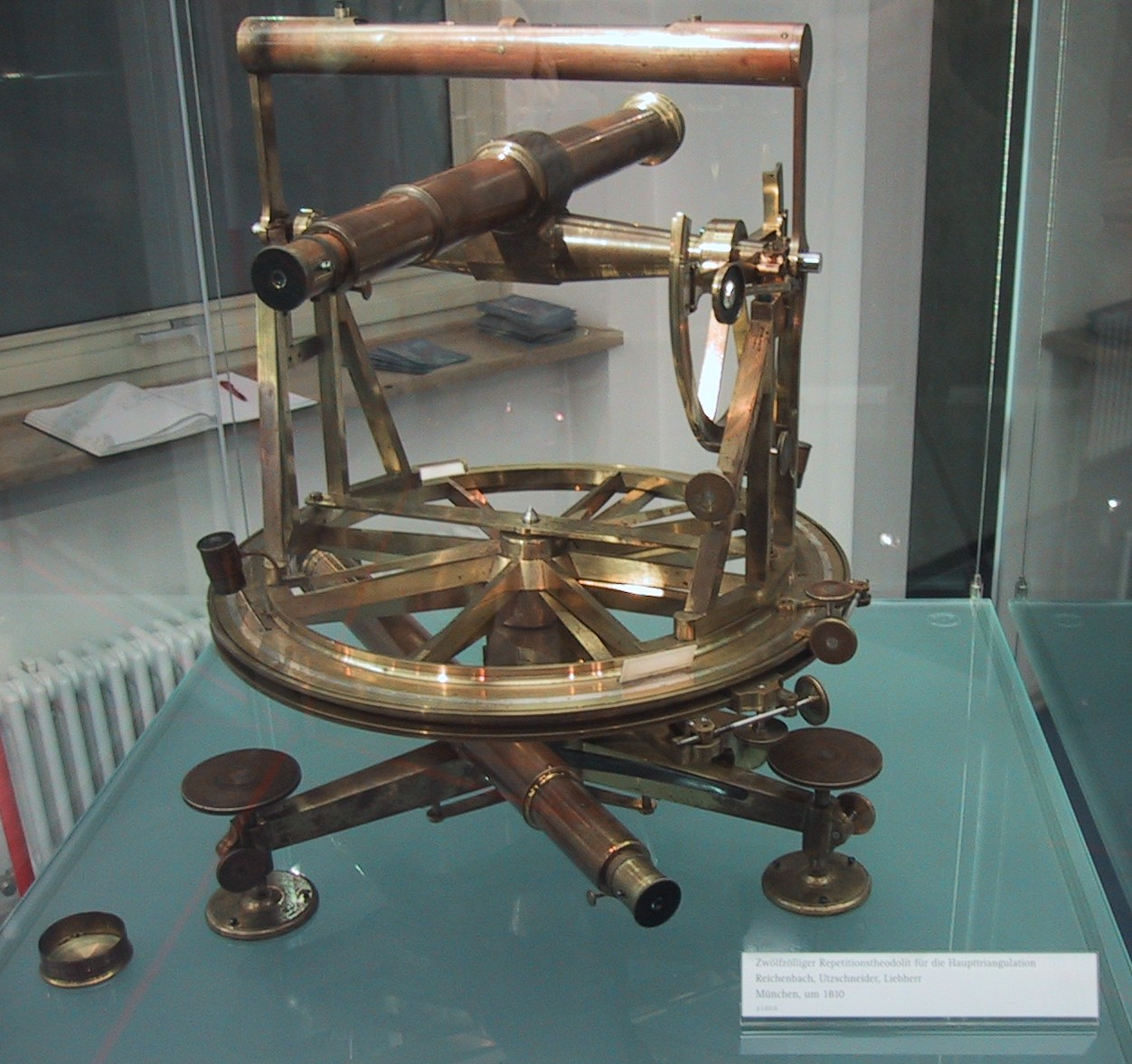
Teodolite ripetitore del 1810, prodotto dalle officine Reichenbach Utzschneider & Liebherr in München e conservato presso il Landesamt für Vermessung und Geoinformation in München.

Nel 1826 i risultati di tutti questi lavori vennero riassunti e pubblicati, dall'I. R. Istituto Geografico Militare di Milano, sotto la direzione del generale Giacomo Marieni, nell'Atlante del Mare Adriatico di cui, tra l'altro, facevano parte la Carta di cabotaggio del mare Adriatico disegnata e incisa sotto la direzione dell'I. R. Stato Maggiore Generale nell'I.R. Istituto Geografico Militare di Milano in 20 fogli, oltre il frontespizio e il quadro d'unione, alla scala 1: 175.000 circa e la Carta generale in 2 fogli alla scala 1:500.000 circa.
Nel 1819 collaborò col colonnello Giovanni Melorio nella seconda misurazione di una nuova base geodetica, lunga circa sei miglia e mezzo, sul litorale Tirrenico tra Castel Volturno e il lago Patria. A questa grande base fu legato il nuovo Osservatorio astronomico di Capodimonte, sorto nel 1812 sulla collina di Miradois a Napoli, e a questo, attraverso una nuova catena di triangoli, fu collegata la rete trigonometrica che era stata appena distesa sul litorale adriatico.
Questa rete conteneva però alcuni triangoli di piccole dimensioni, per cui Visconti progettò di far partire, dall'Osservatorio di Capodimonte, due nuove catene trasversali di grandi triangoli, l'una verso gli Abruzzi per collegarsi alla rete proveniente dall'Alta Italia, e l'altra attraverso la Lucania verso Lecce e la Terra d'Otranto, per meglio collegarsi all'Albania e alle Isole Ionie.
L'estensione della nuova rete fu iniziata effettivamente l'anno successivo, nella provincia di Terra di Lavoro ma, a causa dei moti del 1820-21, i lavori furono interrotti e poterono essere ripresi solo dieci anni più tardi.

### Periodo 1830-1845
Nel 1830 Fergola fu autorizzato a riprendere la triangolazione iniziata in Terra di Lavoro con la consegna di prolungare fino agli Abruzzi la rete trigonometrica del Regno. Sennonché nel luglio del 1831, mentre era intento a portare a termine questa operazione, nel Canale di Sicilia tra Pantelleria e Sciacca, a seguito un'eruzione vulcanica sottomarina emerse una nuova isola, l'Isola Ferdinandea, e Fergola fu incaricato di determinarne la posizione geografica assoluta e di collegarla trigonometricamente all'Osservatorio astronomico di Palermo.

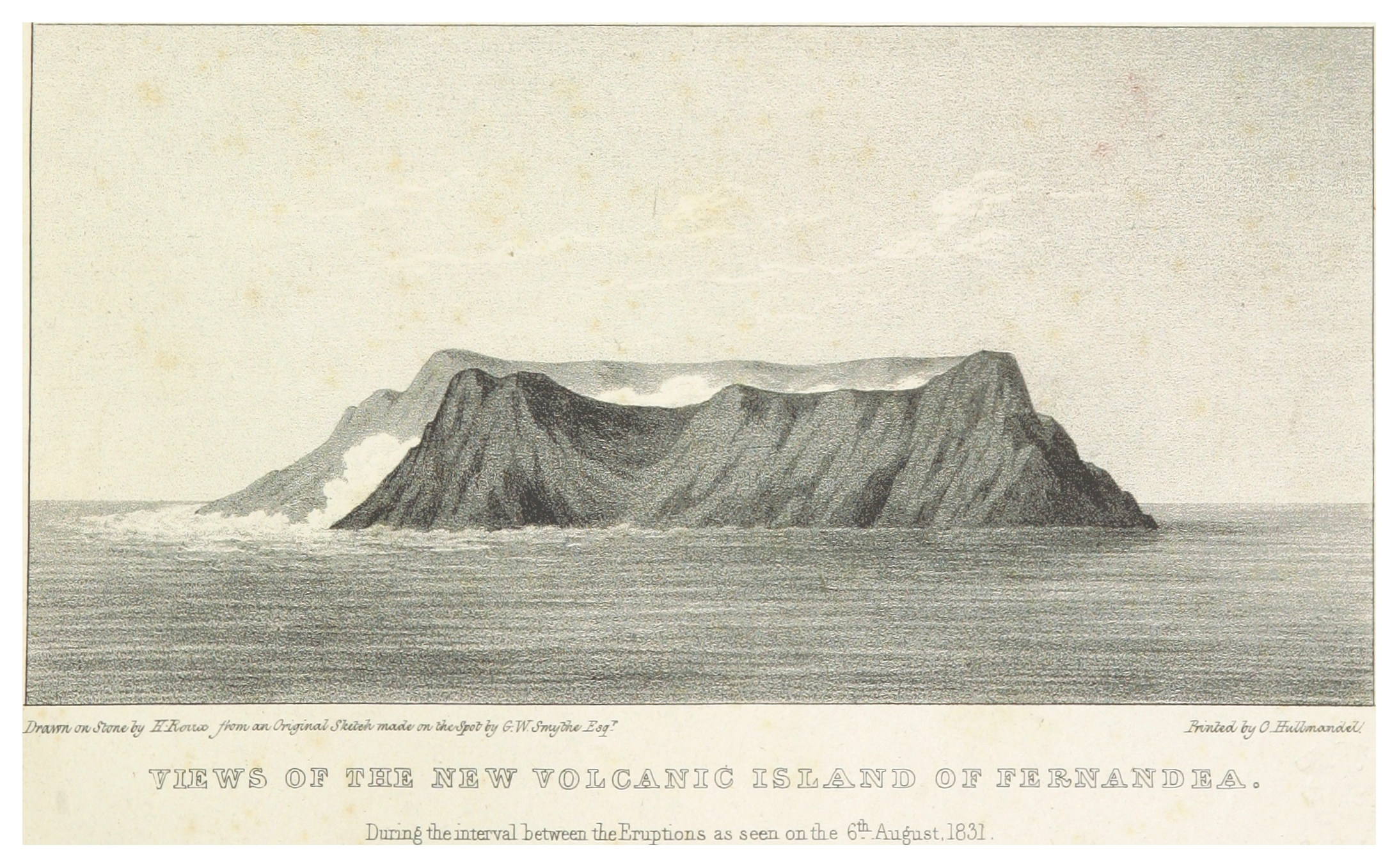
Isola Ferdinandea il 6 agosto 1831 (immagine tratta da Smythe, 1832.

Fergola giunse in Sicilia nel 1832 e, coadiuvato dal tenente Giovanni Alfaro ingegnere geografo e topografo del R. Officio topografico, iniziò col distendere una catena di triangoli di 1º ordine lungo la costa sud occidentale e occidentale della Sicilia e congiunse Sciacca con Trapani, di cui fu levata anche la pianta topografica.
Successivamente legò a Trapani le Isole Egadi ed estese la triangolazione da Trapani fino a Palermo e poi lungo la costa settentrionale della Sicilia fino a Messina e alle Isole Eolie. Realizzò anche un primo collegamento trigonometrico tra la Sicilia e la costa calabra, legando Messina alla Torre di Capo Vaticano e al campanile della Chiesa di Sant'Elia sul Monte Sant'Elia sopra Palmi, con l'obiettivo di unire la rete siciliana a quella proveniente da Napoli che, a quella data, si spingeva nelle Calabrie fino a Diamante.
Fergola dovette però rinviare il completamento di questo progetto perché intanto, nel 1834, fu comandato nuovamente negli Abruzzi con l'incarico di portare a termine la già iniziata triangolazione primaria lungo il confine settentrionale del Regno. Questa operazione sarebbe servita alla costruzione di una Carta della Frontiera, ordinata dal Re Ferdinando II in prospettiva della definizione dei secolari contenziosi territoriali con lo Stato Pontificio.
Con la triangolazione degli Abruzzi, estesa fino al confine con le Marche, fu completata nel 1836 la copertura geodetica delle provincie continentali (Reali Dominii al di qua del Faro) e fu questo un risultato importante. In primo luogo perché le operazioni geodetiche dell'Italia meridionale furono poste finalmente in comunicazione con quelle dell'Austria, della Francia, della Germania e degli altri Stati della Penisola «in guisa che la geografia napolitana è posta in bello accordo con tutta la geografia d'Italia e d'Europa».

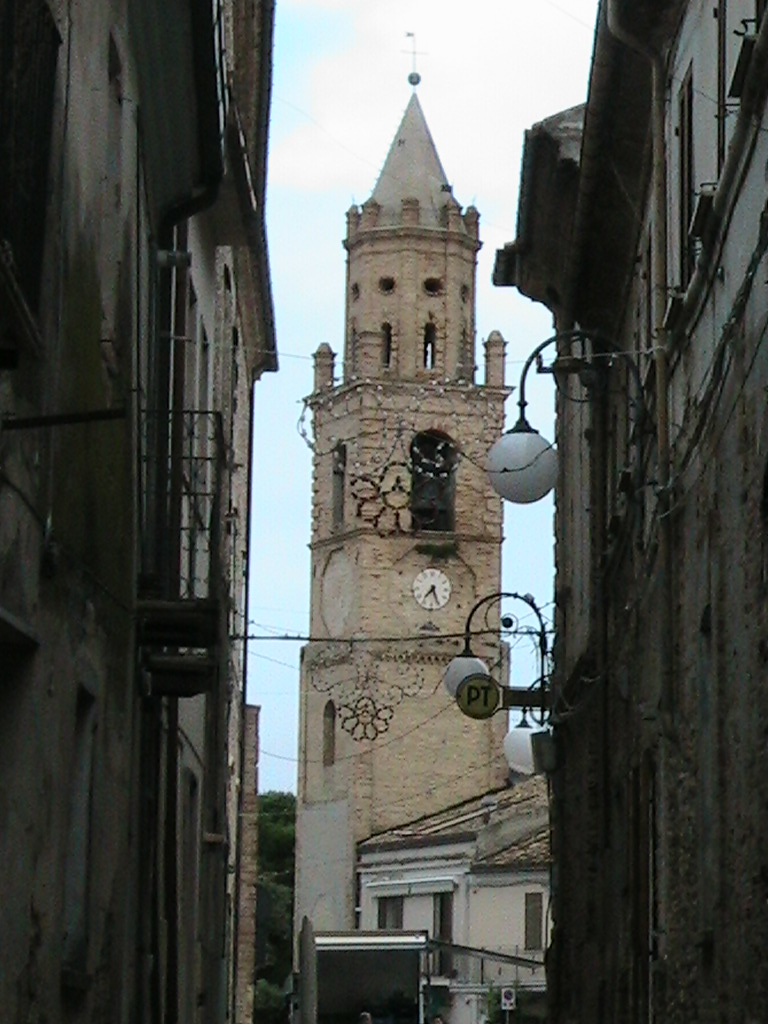
Il punto trigonometrico della Torre campanaria di Sant'Antimo a Montepagano.

In secondo luogo perché il lato comune «dei più arditi ed estesi che si conoscano in geodesia» lungo oltre 15 miglia, compreso tra i punti trigonometrici dei vertici della cupola di Civitella del Tronto e della torre campanaria di Montepagano, differiva di appena 14 centesimi di passo da quella ottenuta dagli ingegneri geografi francesi nel 1807, la cui triangolazione era poggiata sulla base geodetica del Ticino.
A riprova ulteriore dell'attendibilità delle misure derivate dalla triangolazione degli Abruzzi, fu il riscontro della concordanza, entro un decimo di secondo di grado, della latitudine astronomica della Cupola di San Pietro a Roma, misurata direttamente dagli astronomi dello Stato della Chiesa, con quella geodetica dedotta dalla latitudine dell'Osservatorio astronomico di Capodimonte, attraverso la rete di triangoli del Regno.
Risultati altrettanto soddisfacenti si ebbero dalle misure di azimut poiché i valori geodetici, ricavati dalla rete proveniente da Napoli, risultarono differire di non più di 10 secondi di grado da quelli misurati nell'Alta Italia e nello Stato Pontificio.
L'affidabilità delle operazioni geodetiche del Fergola avrebbe avuto un'ulteriore conferma nel 1841 quando il lato geodetico tra i segnali di Pizzo di Sevo e Monte Terminillo, da lui determinato nel 1836 deducendolo dalla base geodetica di Castel Volturno, sarebbe stato legato alle reti di triangoli continui provenienti dall'Italia settentrionale e dallo Stato Pontificio. La differenza riscontrata fu solo di circa mezzo palmo su una lunghezza di oltre diciannove miglia geografiche di 60 a grado.

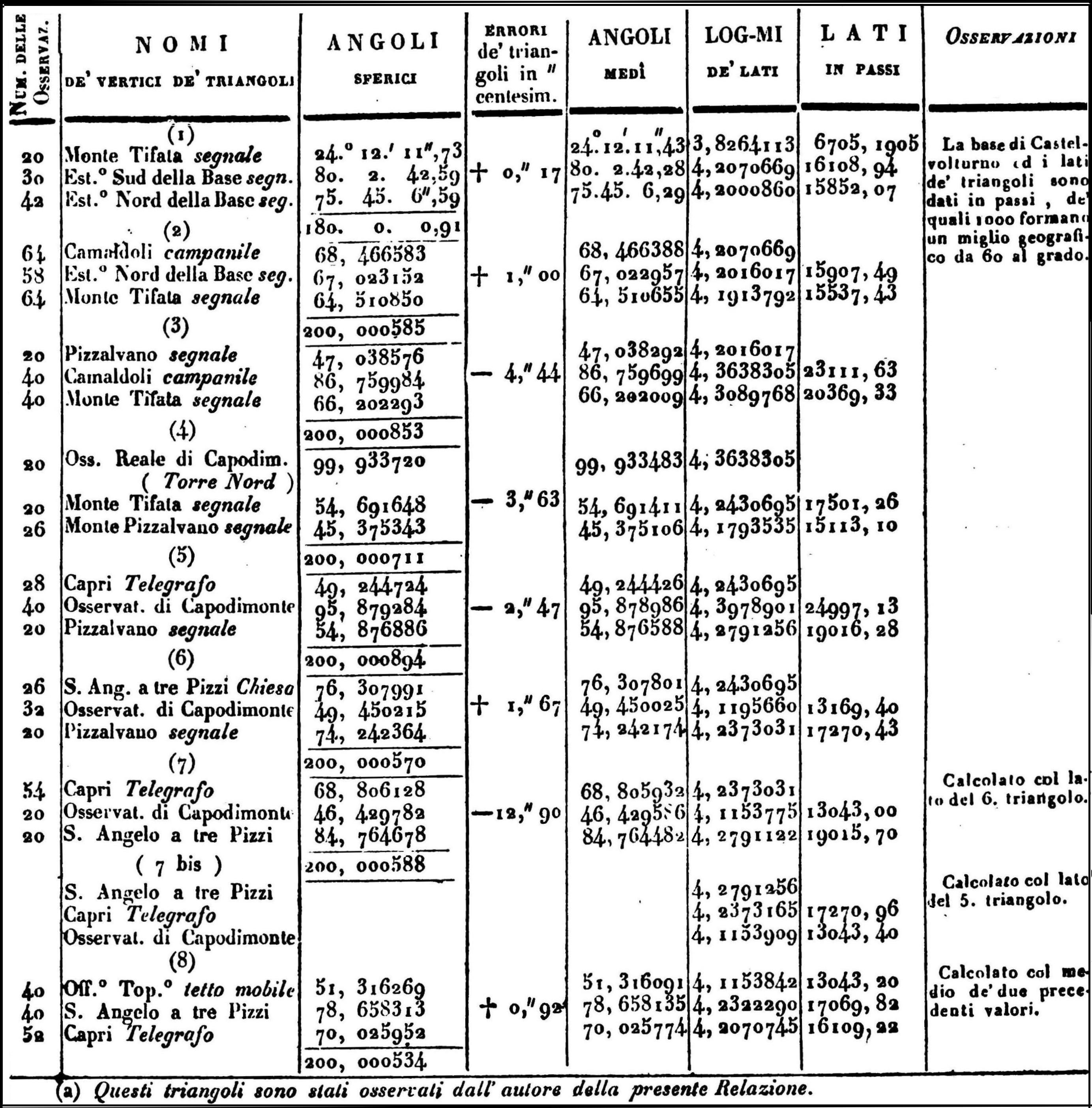
Descrizione dei triangoli geodetici che dalla base di Castel Volturno si estendevano alla Specola del R. Officio topografico. (Immagine tratta da: Fergola, 1838)

Le concordanze rilevate comportavano significative conseguenze. Per prima cosa, conferivamo certezza alla misura della base di Castel Volturno, per la quale fino ad allora mancavano riscontri, e sulla quale fino ad allora si appoggiavamo tutte le reti distese dal Fergola. Inoltre confermavano, nell'approssimazione di 1/20 di secondo di grado, il valore della latitudine astronomica dell'Osservatorio di Capodimonte, determinata nel 1820 dall'astronomo Carlo Brioschi mediante misure di altezze di stelle circumpolari. E, ancora, permettevano di ottenere una misura più accurata anche della longitudine dell'Osservatorio, in tempo dal meridiano di Parigi, che fu dedotta dalla longitudine astronomica della Cupola di San Pietro e da quelle dell'Osservatorio astronomico di Brera e della Specola di Padova.
E l'esatta determinazione delle coordinate geografiche assolute della Specola di Capodimonte era fondamentale per fissare la posizione geografica dei vertici della triangolazione e di tutti gli altri punti trigonometrici su cui successivamente si sarebbe dovuto poggiare il rilievo alla scala 1:20.000 della nuova Carta Topografica del Regno da incidersi alla scala 1:80.000. Questa carta era stata commissionata da Murat al R. Officio già dal 1814, e avrebbe dovuto avere come meridiano fondamentale proprio quello passante per questo Osservatorio e, come origine delle coordinate, l'intersezione di questo meridiano con il 40º parallelo.
Intanto era proseguita l'operazione di copertura trigonometrica della Sicilia (Reali Dominii al di là del Faro) che sarebbe stata completata nel 1834. Ma per arrivare all'unificazione geodetica delle Due Sicilie, secondo il disegno originario del Visconti, restava da estendere la nuova rete insulare, già collegata alla costa calabra, dall'Ultima Calabria fino a Napoli. Fergola nel 1838 iniziò i difficili rilievi che continuò nel 1839 ma che non portò a termine, perché intanto, «conosciuta la valentia e la scrupolosità del nostro Fergola ne' lavori geodetici, si pensò di affidargli nuove e più importanti operazioni», volte alla soluzione di problemi di più alto profilo e più squisitamente geodetici.
Sino ad allora, infatti, i lavori eseguiti dall'Officio Topografico avevano finalità essenzialmente cartografiche e volte a soddisfare principalmente esigenze militari. Non rientravano negli interessi dello Stato maggiore del Regno le questioni di alta geodesia quali la conoscenza su basi scientifiche della forma e delle dimensioni della Terra.

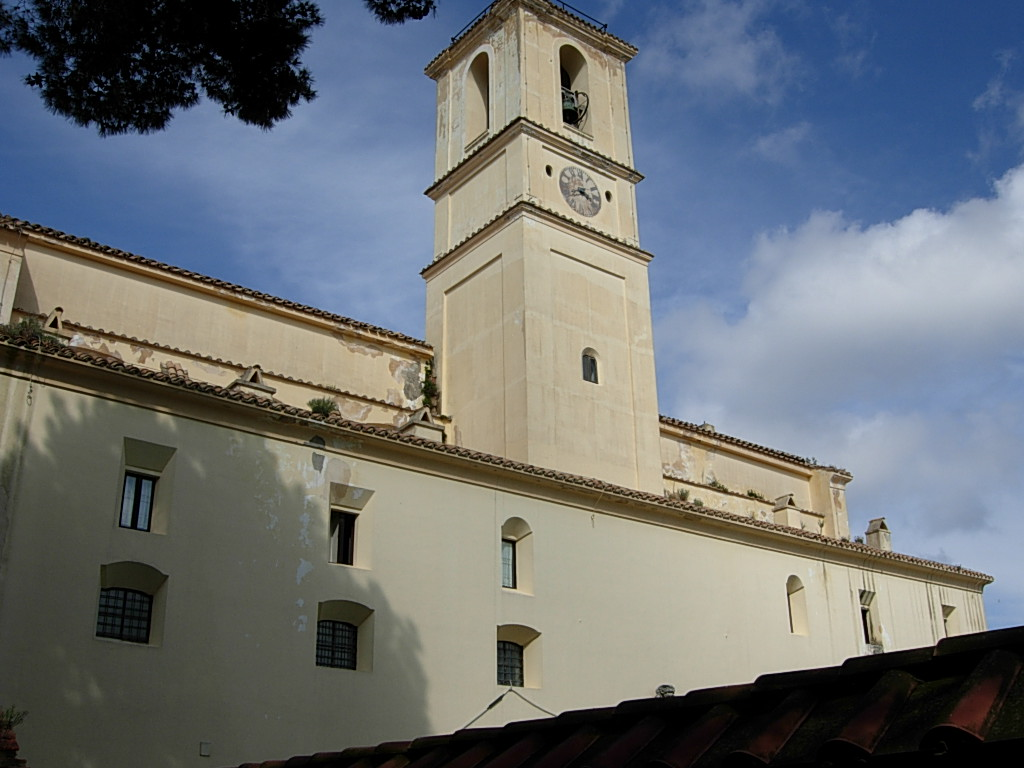
Il punto trigonometrico del Campanile dell'Eremo dei Camaldoli a Napoli.

Ma nel 1840, e non solo per assicurare una maggiore accuratezza alla triangolazione primaria del Regno, Fergola fu incaricato di stendere due reti trigonometriche di prim'ordine entrambe appoggiate alla base geodetica tra il campanile dell'Eremo dei Camaldoli di Napoli ed il segnale sul Monte Taburno. Le due reti si sarebbero dovute spingere, ortogonali tra loro, l'una nel senso della latitudine l'altra in quello della longitudine lungo, rispettivamente, il meridiano ed il parallelo che avevano la massima estensione nel Regno, e cioè il meridiano di Termoli ed il parallelo di Napoli. L'operazione geodetica aveva tra gli obiettivi anche quello di misurare, per la prima volta nell'Italia meridionale, la lunghezza di un arco di parallelo, quello tra l'estremo orientale di Fasano e quello occidentale dell'Isola di Ponza di circa quattro gradi e mezzo di ampiezza, e di un arco di meridiano di oltre cinque gradi, quello tra la torre di Termoli a Nord e Capo Passero all'estremità meridionale della Sicilia.
Nel novembre del 1845 Fergola aveva completato quasi del tutto le due triangolazioni. Aveva infatti congiunto Ostuni con Napoli lungo il parallelo e gli restava solo da costruire il collegamento trigonometrico con Ponza. Termoli era stata collegata con l'isola di Stromboli e con la rete continua di triangoli già distesi nella Sicilia settentrionale e occidentale e gli rimaneva solo da prolungare la triangolazione fino a Capo Passero.
Fergola si trovava a Messina, sul Monte Antennammare (o Dinnammare), per completare la triangolazione geodetica lungo il meridiano quando «fra le più belle speranze di portare fra poco a compimento le importanti misure terrestri da lui cosi bene incominciale e condotte già a buon punto (...) moriva in un subito senza avvertire la morte, colpito dal fulmine».

## La riscoperta dei lavori dimenticati
La tragica morte del Fergola, «ultimo atto onorevole di una vita onoratissima», seguiva di alcuni anni la fine tragica di altri due giovani ingegneri geografi addetti alle triangolazioni. E così il R. Officio topografico, «fatto vedovo de' suoi più distinti geografi», fu costretto a interrompere le operazioni geodetiche di 1º ordine in tutto il Regno, proseguendo soltanto i rilevamenti topografici.
I quaderni di campagna del Fergola, con i suoi dati, le sue osservazioni ed i suoi disegni, e i manoscritti con i calcoli dei triangoli e le note dei suoi lavori geodetici rimasero accantonati nell'Officio topografico di Napoli e fu così che, dopo qualche anno, a seguito della morte del Visconti nel 1847, dei moti del 1848 e, soprattutto, della morte nel 1851 di Fedele Amante, i risultati delle operazioni geodetiche da lui compiute furono di fatto dimenticati, compresi quelli di quell'ultima missione, così tragicamente interrotta. E quei risultati erano importanti, anche se Fergola non poté completare le misure previste dei due archi terrestri.
Erano state determinate le posizioni geografiche dei vertici di prim'ordine compresi fra Napoli e Sciacca, passando per Palermo, ed eseguiti i calcoli delle lunghezze dei lati; l'Osservatorio astronomico di Capodimonte era stato legato trigonometricamente alla Specola Reale di Palermo di cui era stata determinata l'esatta differenza di longitudine con Napoli ed era stato sperimentato con successo il metodo innovativo dell'osservazione delle stelle filanti per la misura della differenza di longitudine tra Napoli e Termoli, determinata con un errore medio compreso entro un decimo di secondo di tempo.
Inoltre l'aver collegato con linee di triangolazione il Tirreno con l'Adriatico e con lo Ionio aveva permesso di ottenere la prima livellazione geodetica generale delle province continentali del Regno.
I suoi lavori furono dimenticati ma, come scrisse profeticamente Amante, «la verità non può se non rendere omaggio alle virtù del Fergola», e così in effetti sarebbe stato anche se dopo oltre trent'anni.
Nel 1880 i manoscritti del Fergola furono trasferiti a Firenze nell'Istituto Geografico Militare, e i suoi lavori furono riscoperti e rivalutati dal colonnello (poi generale) Annibale Ferrero direttore dal 1886 al 1893 di questa Istituzione nonché segretario (poi presidente dal 1883 al 1902) della R. Commissione geodetica italiana, emanazione dell'Associazione Geodetica Internazionale, incaricata della misura del grado di meridiano.

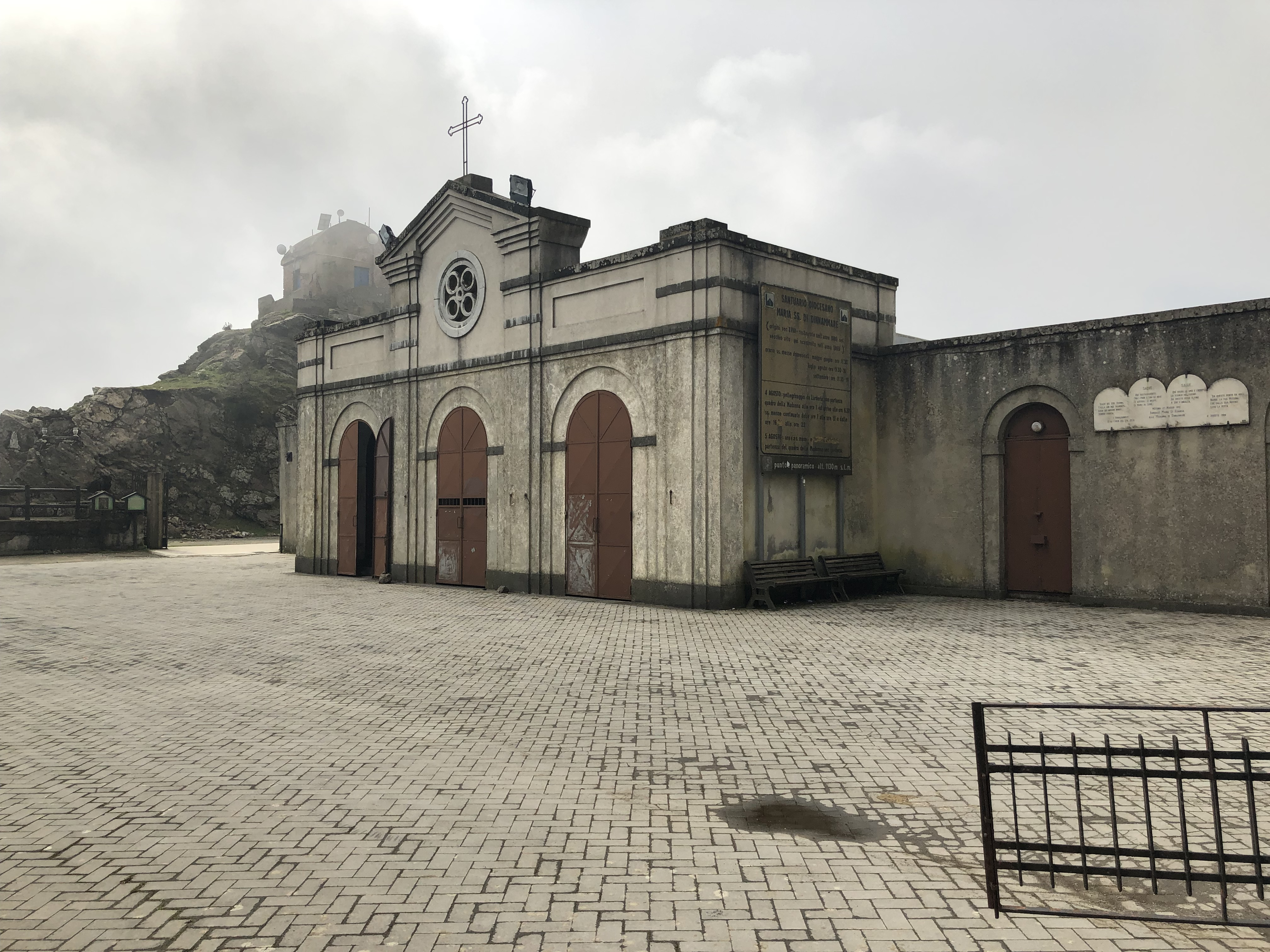
Santuario diocesano Maria SS. di Dinnammare.

II Ferrero riconobbe l'importanza dei lavori dimenticati del Fergola «che non lasciavano desiderare quelli che in seguito si sono fatti» e «prese la decisione di un pubblico riconoscimento dei meriti dello Scienziato Napoletano» che rendesse finalmente onore all'illustre geodeta che «si sacrificò al suo dovere e alla scienza».
E così, il 25 ottobre 1882, davanti alla chiesetta del Monte Antennammare (o Dinnammare) si svolse una solenne cerimonia di commemorazione di Francesco Fergola che lì vi aveva perso la vita.
Fergola fu ricordato nelle parole del colonnello Ferrero in rappresentanza della Commissione Geodetica Italiana, del Direttore del Gabinetto di Mineralogia e Geologia della R. Università di Messina Giuseppe Seguenza, del prefetto della Provincia di Messina Andrea Calenda di Tavani che parlò a nome del Governo, del generale Giusiana in rappresentanza del R. Esercito Italiano e, infine, del matematico e astronomo del R. Osservatorio di Capodimonte, membro della Commissione per la misura del grado italiano, Emanuele Fergola, nipote del geodeta.
Al termine della cerimonia, alla quale presenziarono altre autorità civili, militari e religiose, fu scoperta una lapide con la seguente epigrafe: «Il XXV novembre MDCCCXLV - il fulmine troncava qui vita e lavori - di FRANCESCO FERGOLA - illustre geodeta. L'anno MDCCCLXXXII - la Commissione Geodetica Italiana - poneva questa lapide - per onorare la memoria - dell'autore della prima misura matematica - dell’Italia Meridionale».

## Relazioni a stampa di Fergola
- Francesco Fergola, Relazione delle operazioni geodetiche eseguite nelle provincie settentrionali del Regno di Napoli, riguardanti la congiunzione della Specola reale di Capodimonte alla cupola di S. Pietro in Roma, e la Rete de’ triangoli che si lega alla triangolazione proveniente dall’Alta Italia, in Annali civili del Regno delle Due Sicilie, XVII, fasc. XXXIV, Napoli, Tip. del Real Ministero degli Affari Interni, 1838,  pp. 5-29.
- Francesco Fergola, Quadro delle operazioni geodetiche eseguite dal R. Officio Topografico dal 1838 sino all'epoca presente ed altri lavori non ancora descritti, in Rend. della R. Acc. delle Sc. di Napoli, III, n. 14, 1844,  pp. 105-113.